# 郑杭生
郑杭生（1936年9月—2014年11月9日），男，浙江乐清人，中国社会学家、哲学家，中国人民大学教授，曾任中国社会学会会长，中国人民大学社会学系主任、副校长。